# Коэффициент поглощения
Коэффициент поглощения — доля поглощения объектом взаимодействующего с ним другого объекта. Взаимодействующим объектом может быть электромагнитное излучение, энергия звуковых волн, ионизирующее или проникающее излучение, вещество (например, газообразный водород).

## Интегральный коэффициент поглощения
Интегральный коэффициент поглощения определяется как полная доля излучения, поглощённого при прохождении через образец или отражении от него. При отражении сумма коэффициента поглощения и альбедо тождественно равна единице.

## Коэффициент поглощения звука
Коэффициент поглощения энергии звуковых колебаний по Уоллесу Сэбину (Wallace Sabine) определяется как доля энергии звуковых колебаний, поглощённая одним квадратным метром препятствия.